# Симон Барер
Симон Барер (англ. Simon Barere; 20 серпня (1 вересня) 1896, Одеса — 2 квітня  1951, Нью-Йорк) — український, російський і американський піаніст.

## Життєпис
Народився у багатодітній єврейській родині, в якій був одинадцятою дитиною. З 11-річного віку заробляв на життя для себе і сім'ї роботою тапера. Закінчив Санкт-Петербурзьку консерваторію у Анни Єсипової і Фелікса Блуменфельда. Після закінчення консерваторії концертував у багатьох містах Росії.
З 1919 року викладав у Київської консерваторії. У 1929 році отримав призначення аташе з культури в представництві СРСР в Латвії, звідки в 1932 році емігрував до Німеччини, а через рік, після приходу до влади нацистів, — до Швеції. В 1934 році дебютував у Лондоні, виконавши Перший концерт Чайковського з оркестром під керуванням Томаса Бічема; у 1936 році вперше виступив у Карнегі-холі.
З 1939 року жив і працював у США. Помер під час концерту від крововиливу в мозок.
Одним із найбільш відомих є виконання сонати Франца Ліста сі-мінор, записане в 1947 році й випущене «Remington Records» в 1950-му.